# Micròfon sense fil

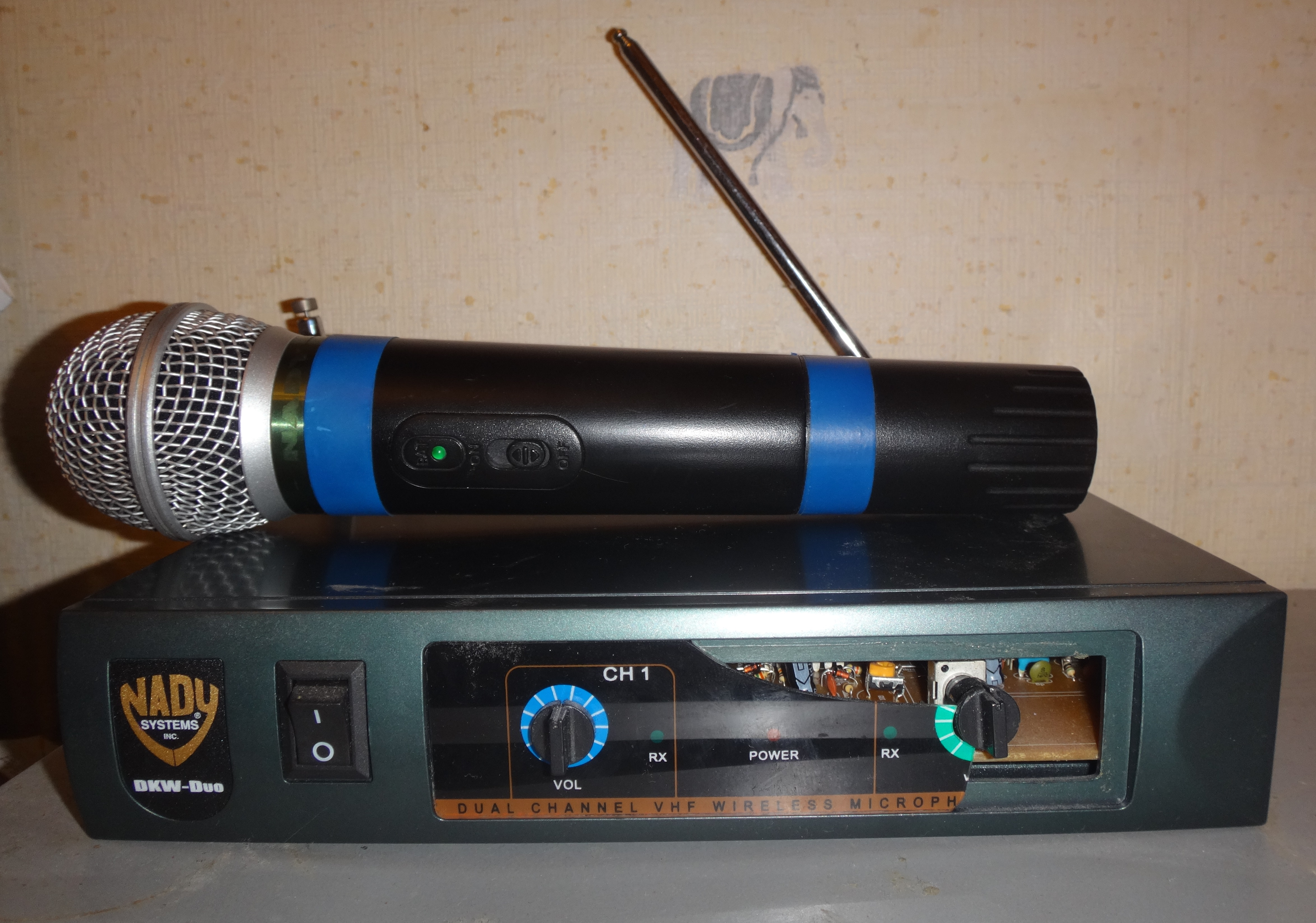
Micròfon i receptor

Un micròfon sense fils és un dispositiu que capta sons i els transmet per radiofreqüències. Generalment, poden ser de solapa (Lavalier) o de mà (tipus bastó).

## Història

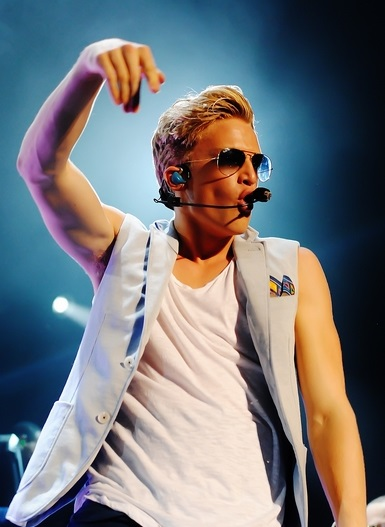
Cody Simpson a un concert a Montreal el 2013

Moltes persones i organitzacions afirmen ser els inventors del micròfon sense fil. El 1945, es van oferir esquemes i kits d'aficionats a les revistes Popular Science i Popular Mechanics per fer un micròfon sense fil que transmetés la veu a una ràdio propera. 

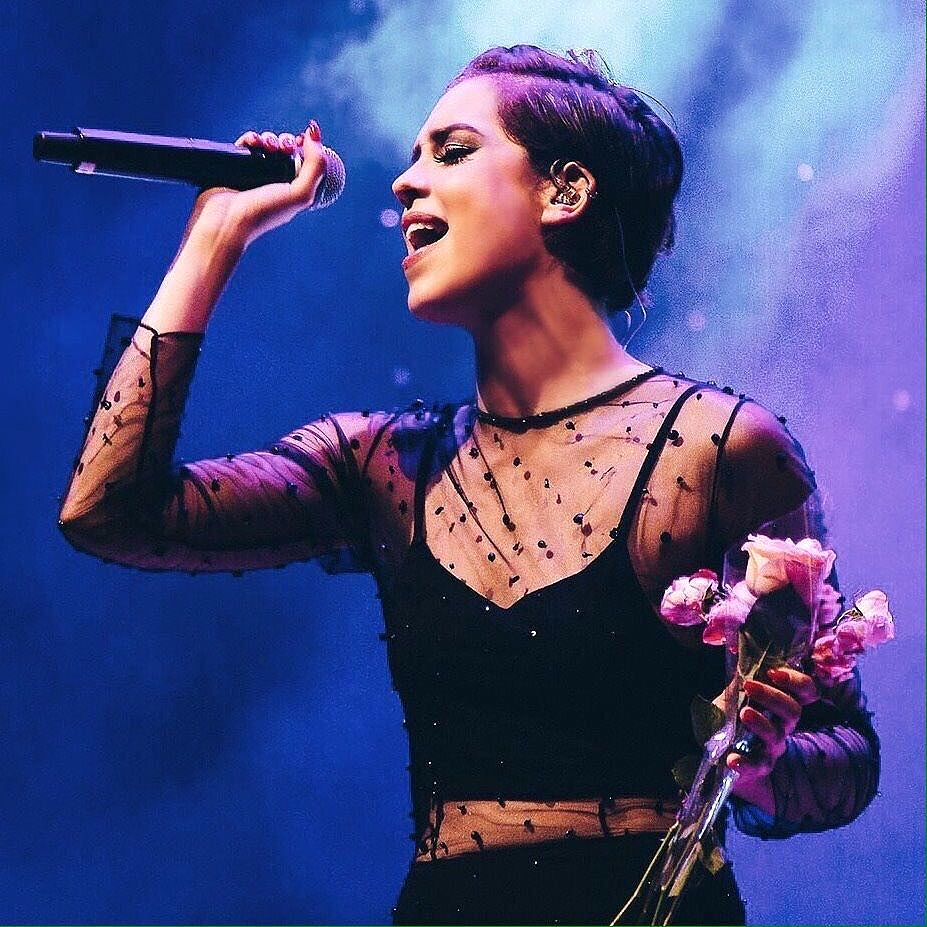
La cantant Sophia Abrahão utilitzant un micròfon de mà sense fil

Reg Moores, patinador artístic i enginyer de vol de la Royal Air Force, va desenvolupar un micròfon de ràdio l'any 1947, que va utilitzar per primera vegada en la producció de "Aladdin on Ice" de Tom Arnold a l'estadi esportiu de Brighton, des de setembre de 1949 fins a la temporada de Nadal. Moores va connectar el transmissor sense fil al vestit del personatge d'Abanazar i va funcionar perfectament. Moores no va patentar la seva idea, ja que utilitzava il·legalment la freqüència de ràdio de 76 MHz. Els productors de l'espectacle de gel van decidir que no seguirien utilitzant el dispositiu; preferirien contractar actors i cantants per actuar en micròfons ocults per "doblar" les veus dels altres patinadors sobre gel, que després serien lliures de concentrar-se en el seu patinatge. El 1972, Moores va donar el seu prototip de 1947 al Museu de la Ciència de Londres.
Herbert "Mac" McClelland, fundador de McClelland Sound a Wichita, Kansas, va fabricar un micròfon sense fil per a l'ús dels àrbitres de beisbol en partits de lligues importants emesos per NBC des del Lawrence–Dumont Stadium el 1951.
La companyia nord-americana Shure Brothers afirma que el seu sistema "Vagabond" de 1953 va ser el primer "sistema de micròfons sense fil per a artistes". El seu camp de cobertura era un cercle d'"aproximadament 700 peus quadrats", que correspon a una distància de línia de visió de només 15 peus (4.6 m) del receptor.
El 1957, el fabricant alemany d'equips d'àudio Sennheiser, llavors anomenat Lab W, que treballava amb l'emissora alemanya Norddeutscher Rundfunk (NDR), va mostrar un sistema de micròfons sense fil. A partir de 1958 el sistema va ser comercialitzat per Telefunken amb el nom de Mikroport, que incorporava un micròfon dinàmic de cartutx de bobina mòbil amb un patró de captació cardioide. Transmès a 37 MHz amb un rang especificat de 300 peus (90 m).
La primera patent presentada per a un micròfon sense fil va ser presentada per Raymond A.. Litke, enginyer elèctric nord-americà a Educational Media Resources i a San Jose State College, que va inventar un micròfon sense fil el 1957 per satisfer les necessitats multimèdia de televisió, ràdio i ensenyament a l'aula. La seva patent dels EUA número 3134074 va ser concedida el maig de 1964.
Introduït l'any 1958, el micròfon sense fil Sony CR-4 ja es recomanava l'any 1960 per a actuacions de teatre i espectacles de discoteques. Els entrenadors d'animals de Marineland of the Pacific a Califòrnia estaven utilitzant el dispositiu de 250 dòlars per a espectacles el 1961. El transmissor FM de 27,12 MHz podia cabre a la butxaca de la samarreta. Es diu que és efectiu fins 100 peus (30 m), va muntar una antena flexible i un micròfon dinàmic desmuntable. El receptor de tub incorporava un calaix de transport per al transmissor i un petit altaveu de monitor amb control de volum.
Un altre fabricant alemany d'equips, Beyerdynamic, afirma que el primer micròfon sense fil va ser inventat per Hung C. Lin. Anomenat "transistòfon", va entrar en producció l'any 1962. La primera vegada que es va utilitzar un micròfon sense fil per gravar so durant el rodatge d'una pel·lícula va ser en Rex Harrison a la pel·lícula de 1964 My Fair Lady, gràcies als esforços de l'enginyer de so de Hollywood, guanyador de l'Oscar, George Groves.
Un rang dinàmic més ampli va arribar amb la introducció del primer micròfon compander sense fil, ofert per Nady Systems el 1976. Todd Rundgren i els Rolling Stones van ser els primers músics populars a utilitzar aquests sistemes en directe. Kate Bush es considera la primera artista a tenir uns auriculars de micròfon sense fil construïts per a ús musical. Per al seu Tour of Life el 1979, va tenir un micròfon compacte combinat amb una construcció feta per si mateix de penjadors de filferro, per alliberar les seves mans per a actuacions de dansa expressionista. La seva idea va ser adoptada per a actuacions en directe d'altres artistes com Madonna i Peter Gabriel. Nady es va unir a CBS, Sennheiser i Vega el 1996 per rebre un premi Emmy conjunt per "ser pioner en el desenvolupament del micròfon sense fil per a la difusió".

## Característiques

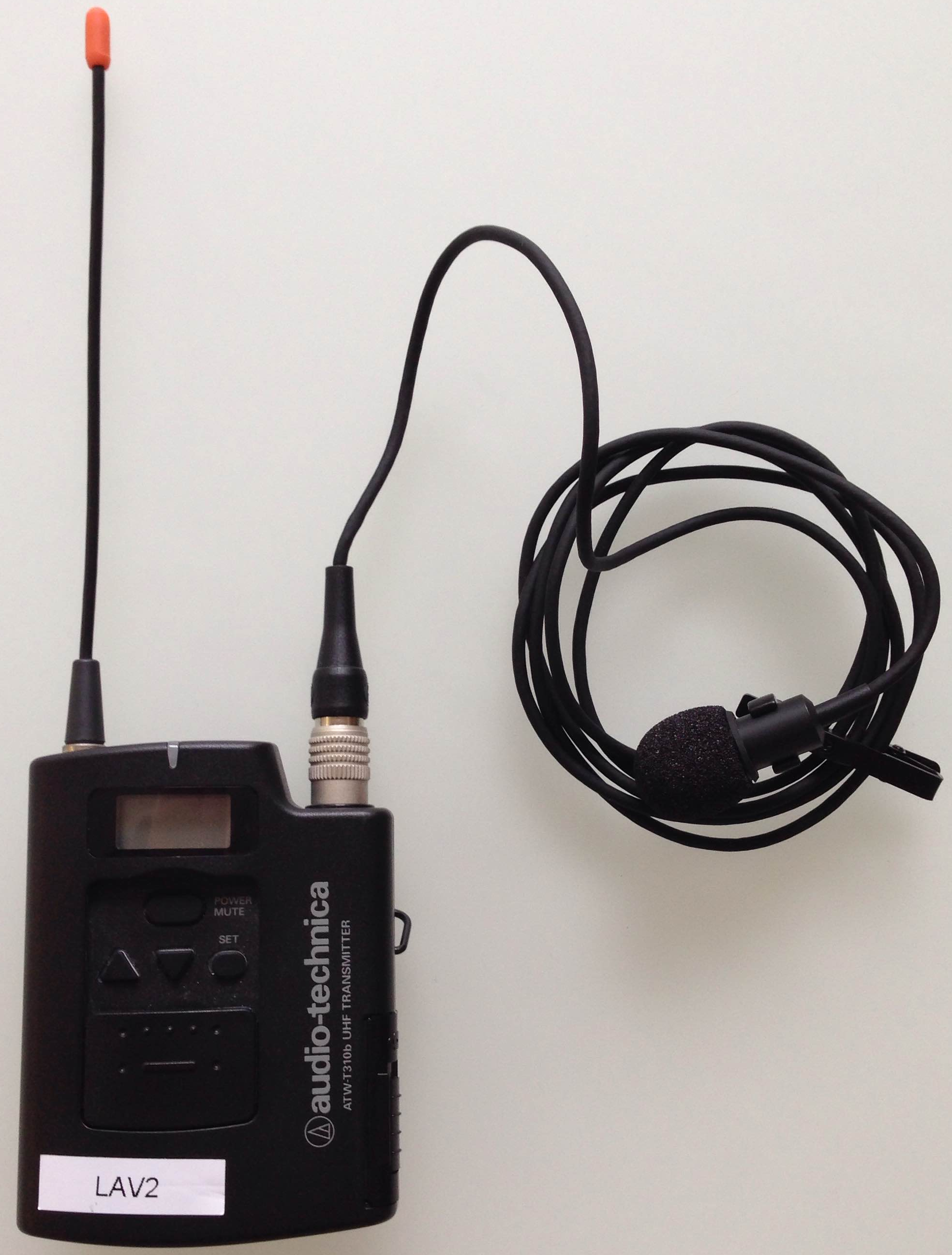
Micròfon sense fil: transmissor de ràdio amb un micròfon de solapa

Els micròfons sense fil no necessiten cable perquè estan dotats d'un petit transmissor de FM (també pot ser de AM, però els de FM són més habituals). El transmissor de FM ( freqüència modulada ) pot estar dins de la carcassa microfònica o ser una unitat independent (de la mida aproximada d'un paquet de tabac) connectada al micròfon. Hi ha tres bandes per a equips:
- Professionals: 40-50 MHz.
- Aficionats: 88-108 MHz (banda comercial, curt abast).
- En VHF i UHF : bandes de 470 MHz i 900 MHz respectivament.

Cada micròfon està format per dues parts: la parella transmissor-receptor (micro-base), que treballen amb la mateixa freqüència. És la sortida de la base la que entra a la taula de barreges, altaveu, etc. En determinats models una sola base pot treballar amb diversos micròfons sense fil.
Cada transmissor emetrà a una determinada freqüència. Quan s'utilitzen diversos micròfons, s'estableix una banda de seguretat mínima de 0,2 MHz entre les freqüències assignades a cada parella base/micròfon, per evitar les interferències. Dos micròfons transmetent en freqüències molt properes poden influir-se mútuament provocant reforçaments, atenuacions o, fins i tot, cancel·lacions.
La majoria de micròfons sense fil, com la majoria d'equips d'àudio professional, tenen un to de prova de 1 kHz per permetre els ajustos.
Que un micròfon transmeti únicament una determinada freqüència no vol dir que un transmissor estigui fabricat únicament per a freqüència única, sinó que permet diverses freqüències, però sempre n'haurà de preseleccionar una (això és així perquè quan s'utilitzi més d'un micròfon no es doni cas que una mateixa base estigui rebent dos senyals de dos micròfons diferents, etc.).
Tot i que hi ha un únic transmissor per a cada freqüència, el nombre de receptors (bases) no està limitat (es pot establir una analogia amb la difusió radiofònica : l'emissora emet i la recepció és múltiple).

## Freqüències

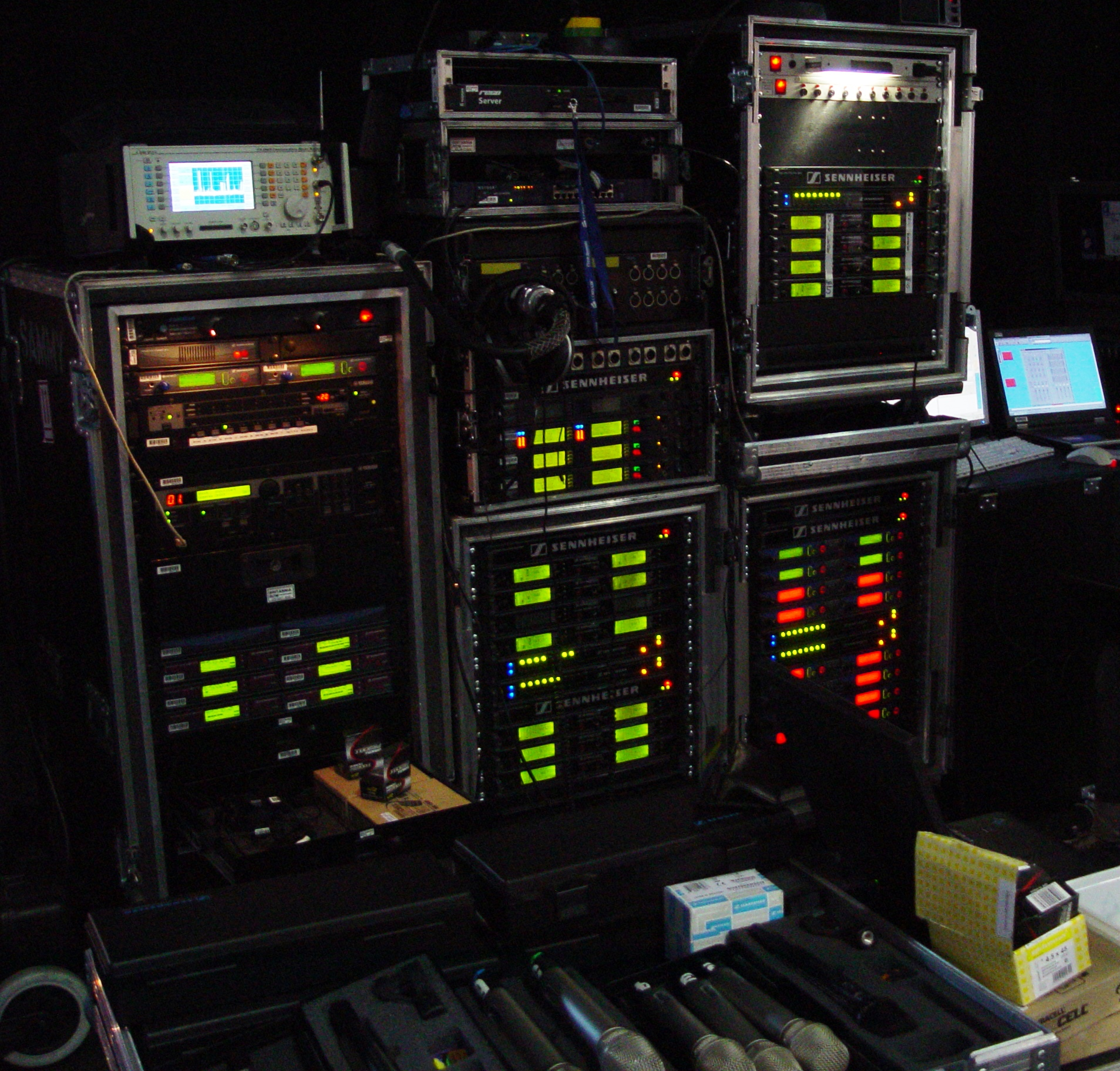
Racks en el escenari d'un teatre

La banda de freqüències en què emeten els micròfons sense fil, com tot l'espai de radiofreqüències, està administrada per l'Estat. Cada país estableix el marge de freqüències en què els micròfons poden operar. S'intenta evitar que un micròfon interfereixi una ràdio, una cadena de TV, les freqüències que utilitzen per comunicar-se les forces de seguretat de l'Estat, etc.
La majoria de receptors tenen un dispositiu CAG (control automàtic de guany) que amplifica automàticament el nivell de la portadora si ho requereix. Això no obstant, si un senyal arriba molt feble i requereix gran amplificació, s'amplificarà el senyal, però també el nivell de soroll.
Els micròfons sense fils no són autònoms, necessiten alimentació externa que se la proporciona una pila de 9 V. El micròfon sol tenir un indicador que mostra la quantitat de bateria que li queda per prevenir el fet de quedar -se sense piles enmig d'una captació (entrevista en directe, seqüència d'enregistrament per blocs, etc.). A més de l'indicador, quan està a punt d'acabar-se la bateria el micròfon mana a la base un senyal inaudible, i un indicador comença a parpellejar.
La impedància de sortida dels micròfons sense fil és molt menor que la dels micròfons de cable. L'estàndard se situa al voltant dels 50 ohms. Tots els elements dels equips sense fil (micròfon, base, cable d'antena i connectors) s'han d'adaptar a aquesta impedància.
Per evitar interferències, el micròfon i la base han d'estar separats almenys almenys 10 metres. La base compta amb un indicador que mostra el nivell del senyal de radiofreqüència rebut. Si el senyal que arriba és insuficient, podeu moure la posició de l'antena o antenes. Si no és possible ajustar-lo, cal cercar una ubicació millor. També és possible col·locar l‟antena del receptor més propera al transmissor i després traslladar el senyal a la base mitjançant un cable d‟antena, cable que ha de tenir una impedància apropiada respecte a la parella micro-base. Així mateix, ha de ser un cable de bona qualitat, sinó l'avantatge d'apropar l'antena propera al transmissor es perdrà per la introducció de soroll.

## Sistema Diversity
- Algunes bases utilitzen el sistema diversity : compten amb dues antenes connectades a dos receptors idèntics. Un circuit s'encarrega de revisar constantment la potència del senyal rebut per cada receptor i de seleccionar automàticament el senyal de més potència. Si tots dos reben el mateix senyal, la sortida del sistema ofereix una suma de totes dues.
- Les dues antenes (els dos receptors) del sistema diversity han d'estar separats entre si a una distància concreta que depèn de la freqüència a què operin (d'altra banda, si no se separa, tindria poc sentit la seva utilització en conjunt). El sistema diversity seria ineficaç i caldria tenir en compte que aquest sistema incrementa considerablement el cost de l'equip que ja és prou elevat. Quan els receptors estan separats és poc probable que una zona d'ombra que afecta un receptor afecti també l'altre i, de la mateixa manera, separats, els senyals rebuts són diferents (canvien la proporció d'ones directes i ones reflectides que reben). El sistema diversity resulta car, però ben utilitzat, incrementa exponencialment la fiabilitat del sistema.

## Avantatges i desavantatges
El principal avantatge del micròfon sense fils és que proporciona gran mobilitat.
El seu inconvenient és que és molt sensible a les interferències radioelèctriques. A més, els micròfons sense fil són força cars i suposen un desemborsament important. Amb totes les coses sent iguals en termes del que se sent, mantingueu en ment que els avantatges dels sistemes sense fil són tant visuals com auditius; el front de l'escenari es veu molt millor sense tots els cables. I donar-li als seus vocalistes, conferencistes, etc. la llibertat de moure's i concentrar-se en el vostre missatge pot atorgar-li un impacte significatiu al servei quan es treballa amb ell.